# Lophochroa leadbeateri
La cacatúa abanderada (Lophochroa leadbeateri) es una especie de ave psitaciforme de la familia de las cacatúas que vive en Australia y la única especie del género Lophochroa. Es una de las cacatúas más frecuentes en las regiones semiáridas australianas.

## Nombres comunes
- Cacatúa abanderada.
- Cacatúa de la bandera española.
- Cacatúa española.
- Cacatúa de Leadbeater.
- Cacatúa inca.
- Cacatúa rosa (no confundir con cacatúa Galah).
- Cacatúa del mayor Mitchell.

## Descripción

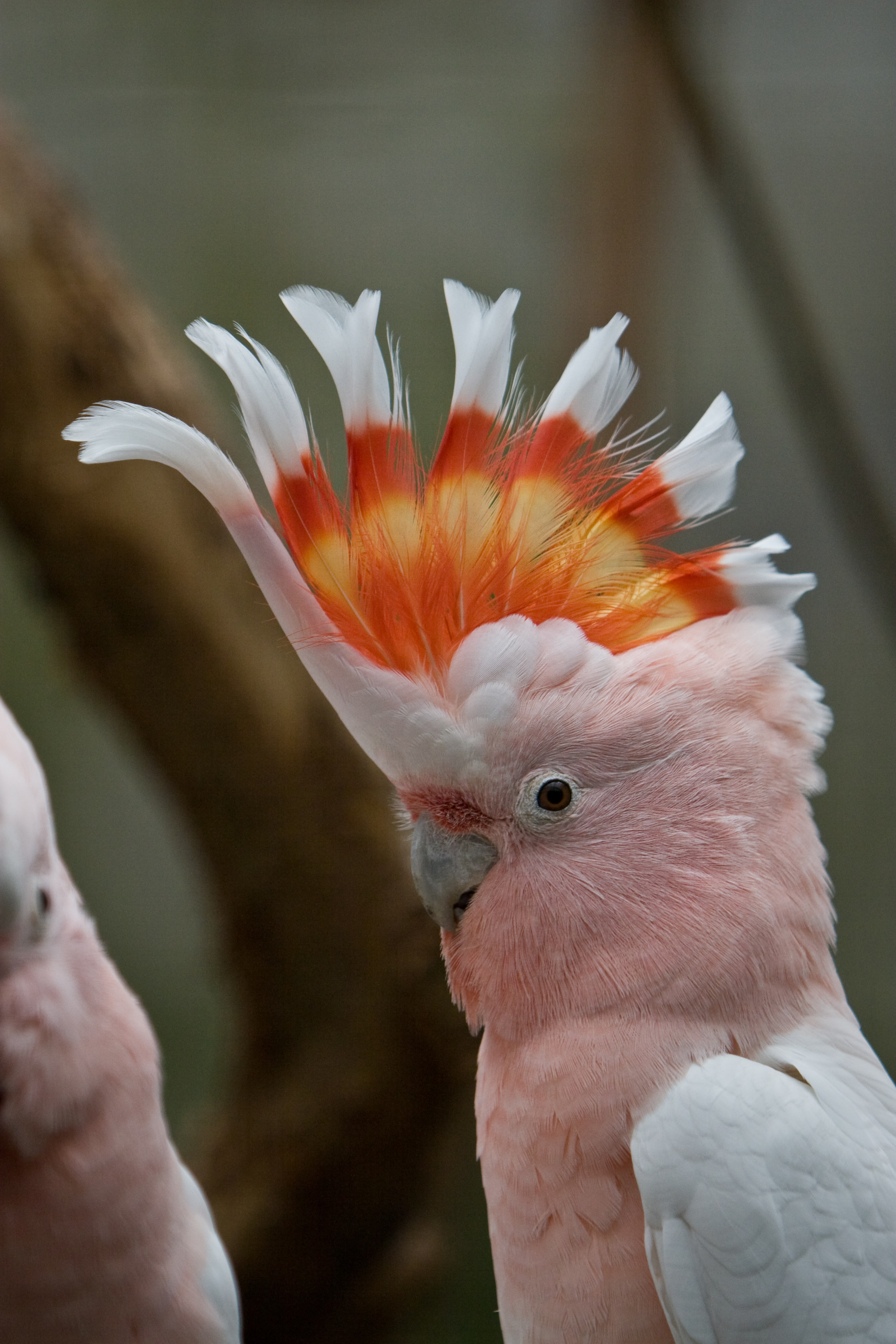
Detalle de la cresta de la cacatúa abanderada, llamada así por el parecido en colores a la bandera de España.

Se trata de una de las aves más hermosas y exuberantes que existen en el mundo. Vive desde bosques abiertos hasta las mencionadas regiones semiáridas de Australia, aunque es más común hallarlas con frecuencia en bosques de eucalipto. Por naturaleza, emite chillidos que la hacen un ave ruidosa, además de contar con un pico fuerte y un instinto roedor, por lo que si se tiene como mascota, puede llegar a ser una cacatúa destructiva, es decir, que les hace desastre a sus amos en casa. Otro dato curioso es que estas cacatúas son fanáticas de juguetes o cuerdas que puedan picotear. Con su suave plumaje blanco y rosado de tonos salmón, y su larga cresta de color rojo y amarillo (de ahí su nombre), esta especie frecuentemente es descrita como la más bella de todas las cacatúas, aunque claro, todo es cuestión de gustos. A pesar de su atractivo colorido, no se tiene frecuentemente como ave de compañía, probablemente porque no se adapta fácilmente a la cautividad como otros miembros de su familia. Su nombre inglés es un homenaje al mayor Thomas Mitchell.

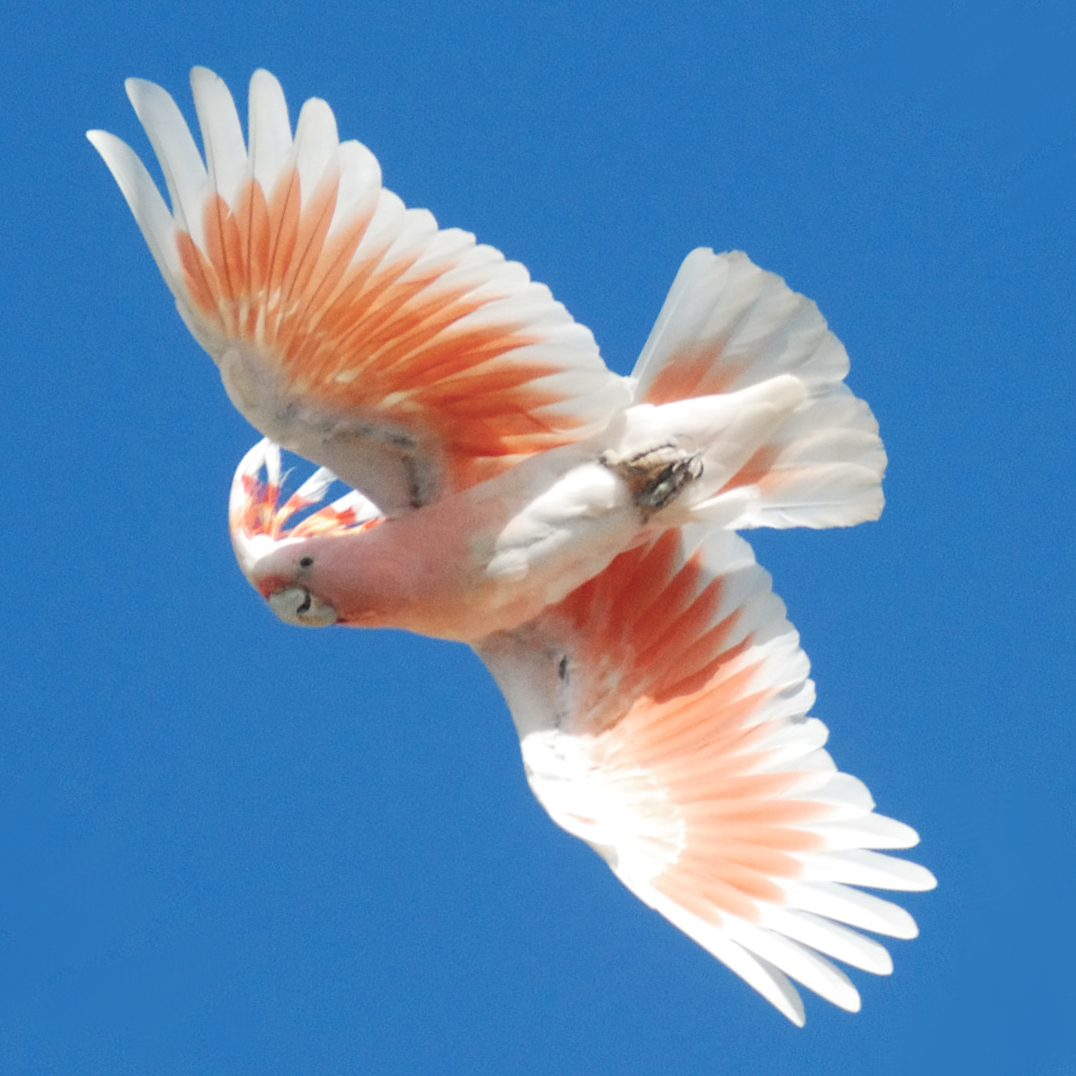
Cacatúa abanderada volando.

En esta especie no existe dimorfismo sexual alguno, es decir, los machos y las hembras son prácticamente idénticos, aunque los machos suelen ser un poco más grandes que las hembras; estas últimas poseen una raya amarilla más ancha en la cresta, y desarrollan un color rojo en los ojos en su madurez.

### Reproducción y longevidad

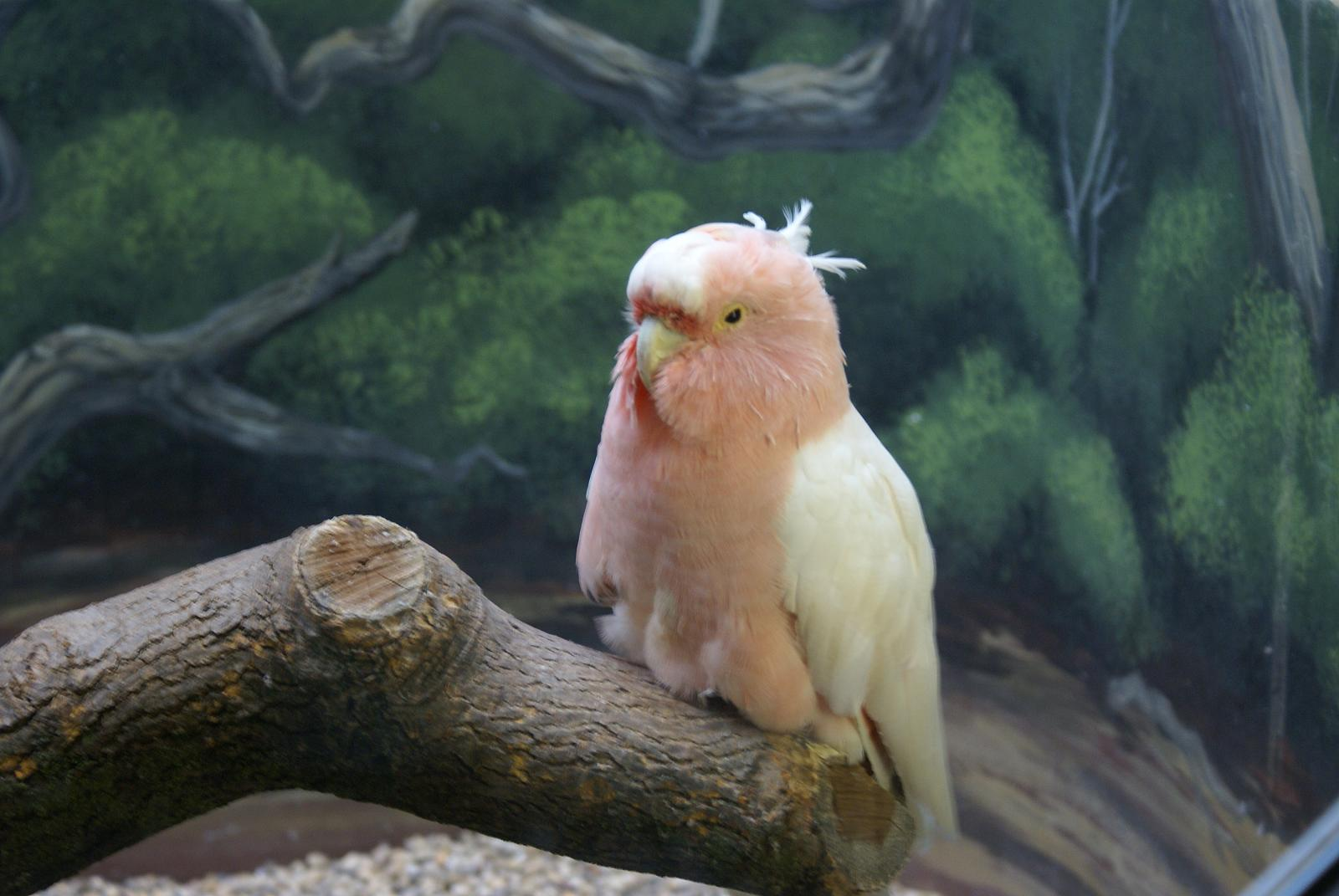
«Cookie», una cacatúa del Brookfield Zoo y la más longeva del mundo.

Las cacatúas abanderadas alcanzan su madurez sexual alrededor de los 3 o los 4 años. La hembra pone entre dos y cinco huevos, que incubará durante 23 o 24 días.
Cookie era una cacatúa abanderada y un querido animal residente del zoológico Brookfield de Illinois, cerca de Chicago, desde el momento en que se inauguró el zoológico en 1934 hasta su muerte el 27 de agosto de 2016. El ave había retirado de la exhibición pública desde 2009, debido a problemas de salud antes de que falleciera. El Libro Guinness de los récords la reconoció como la cacatúa abanderada más longeva de la que se tenga registro cuando murió con una edad de 83 años.

## Amenazas
La cacatúa abanderada está catalogada como especie de preocupación menor, y está muy protegida en Australia, debido a que se encuentra amenazada por la destrucción de hábitat, la urbanización de terrenos y el tráfico ilegal de cacatúas silvestres como mascotas, así como también el veneno en los cultivos agrícolas, ya que en algunos países los agricultores las consideran plagas que arruinan sus cosechas.